# Plaça de Manises
El conjunt urbà actualment conegut com a plaça de Manises de la ciutat de valència està delimitat per diferents edificis ocupats per diferents poders públics, sobretot des que l'any 1952 s'acabara definitivament el Palau de la Generalitat. A més, és en aquest espai on confluiexen dues de les vies urbanes més importants, el carrer Cavallers i el carrer Serrans, que enllaçaven la Plaça de la Seu amb les Torres dels Serrans i les de Quart, és a dir, el centre cívic amb els accessos nord i oest de la ciutat.
Des de l'època romana i fins a la segona meitat del segle xix, quan l'Ajuntament es traslladaria al seu emplaçament actual, el centre administratiu i religiós (junt amb el centre cívic que també era la plaça del Mercat) havia anat localitzant-se en les proximitats de la plaça de la Seu, actualment anomenada de la Mare de Déu. Al voltant d'aquesta s'anaren instal·lant les noves institucions i classes socials que ostentaven el poder polític i econòmic, en un procés de localització sectorial i de creació d'un marc funcional i simbòlic on materialitzar la seua pròpia hegemonia política i social.
Dins d'aquesta apropiació de les àrees centrals de la ciutat, algunes d'aquestes institucions (la Casa de la Ciutat, la Generalitat, la Batllia, la parròquia de Sant Bartomeu, la Confraria de Sant Jaume) i cases senyorials i palaus (palau dels Scala, senyors de Manises) havien anat completant illes de cases i definint espais urbans a l'entorn pròxim a l'inici del carrer dels Cavallers des de la plaça.

## Edificis i ornaments

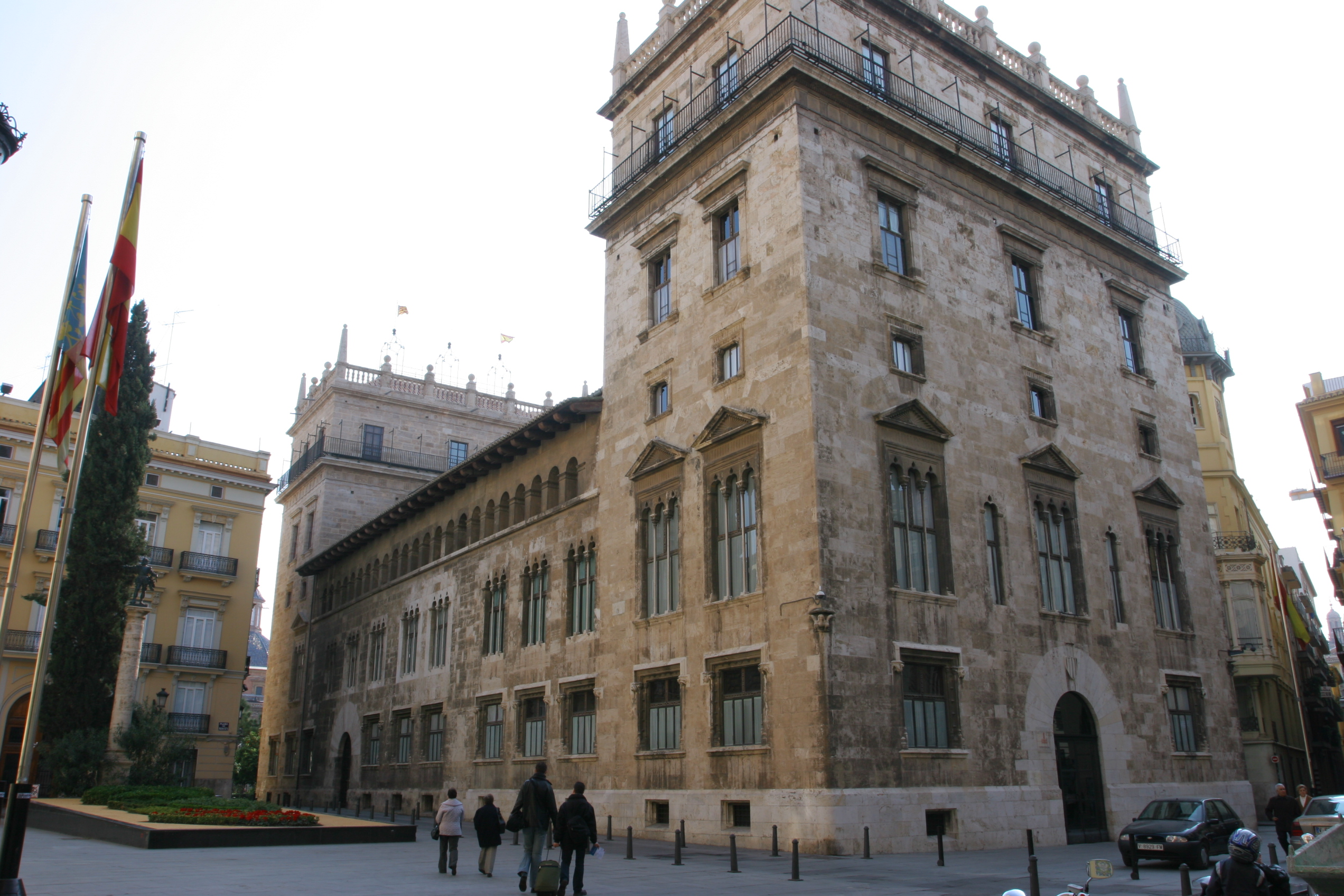
Vista del Palau de la Generalitat des de la Plaça Manises

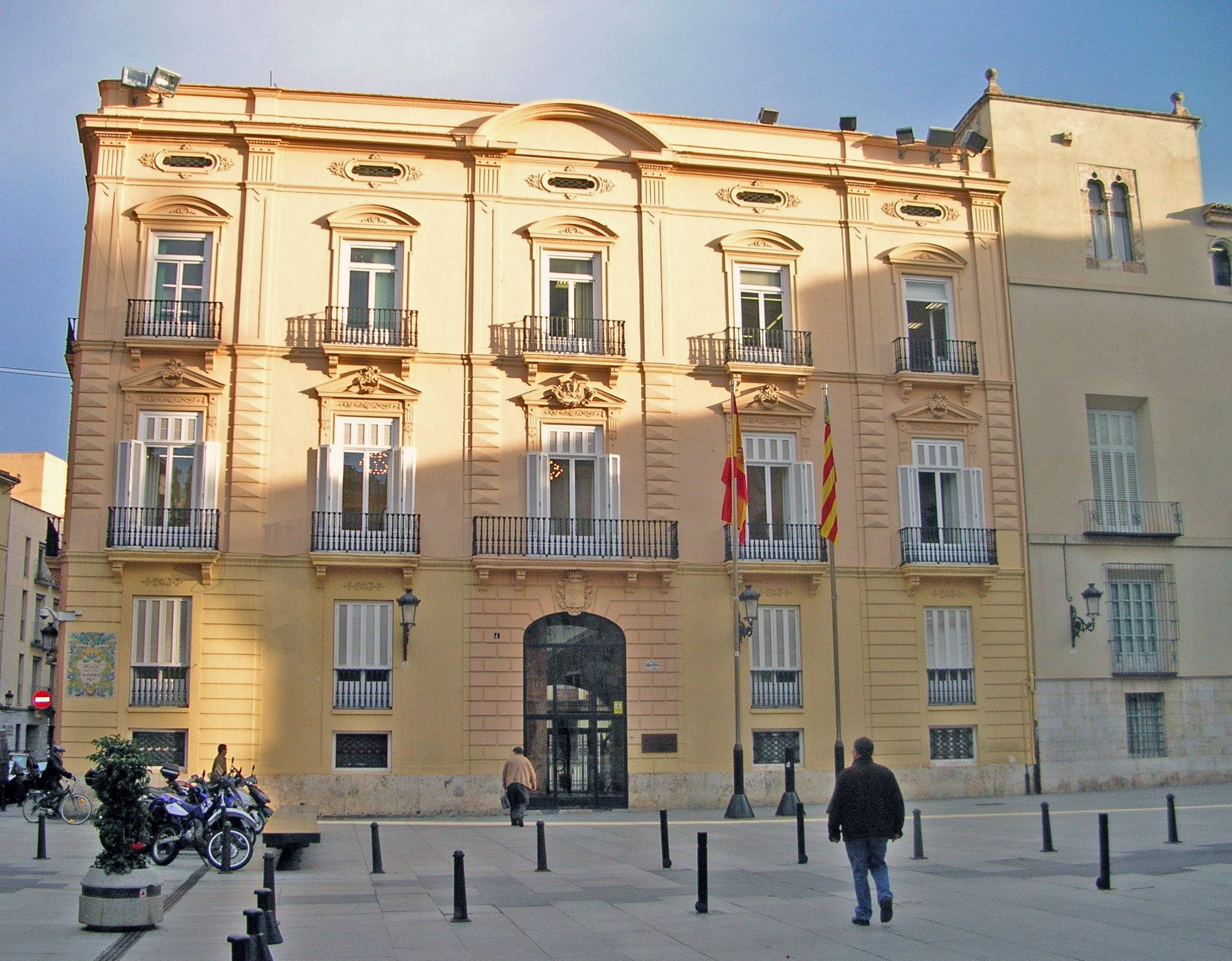
Palau de la Batllia a la Plaça de Manises

### Palau de la Generalitat
Edifici de planta quadrangular alçat sobre una illa exempta que es completa en la seua façana oriental, la més antiga i que recau a la Plaça de la Mare de Déu, amb un jardí tancat fet el 1868 sobre el solar resultant de la demolició de l'antiga Casa de la Ciutat. Començat l'any 1481 per a allotjar la Generalitat, no es completà definitivament fins al 1952 amb la construcció de part del cos central i la torrassa est.

### Palau de la Batllia
També anomenat dels Jàudenes, té l'origen en el segle xv o XVI però ha sigut molt reformat durant el segle xix. La seua façana principal dona a la plaça Manises i les secundàries al carrer Serrans i a Samaniego. És, juntament amb l'edifici adjacent del Palau dels Scala, la seu de la Diputació de València.

### Palau del Marqués de la Scala
Antiga casa dels Boïl, marquesos de la Scala i senyors de Manises, títol que dona nom a la plaça. En l'actualitat consta de dues edificacions: una del segle xvi i l'altra posterior i immediata al Convent de la Puritat (seu de l'antiga confraria de Sant Jaume, edifici cedit per Jaume I), situat al carrer que porta el seu nom. Ambdós edificis consten de planta baixa, entresòl, planat noble i andana amb galeria d'arquets o loggia. Actualment l'ocupa la seu de la Diputació de València.

### Casa dels Vallier
Edificació de caràcter residencial-burgés, ubicada sobre un solar pràcticament quadrat, amb façana principal que recau a la plaça i les secundàries als carrers de la Batllia i Convent de la Puritat. Data de l'any 1883.

### Torre de Sant Bartomeu
Aquest és l'únic vestigi de l'antiga església de Sant bartomeu, demolida l'any 1944 i que tancava amb la façana oest de la plaça. actualment la torre està adossada a un edifici casticista construït l'any 1954 segons dissenys de Xavier Goerlich, i no sembla tenir ús. És una torre de planat quadrada, concebuda com a punt de fuga del carrer de Serrans; té tres cossos diferenciats per motllures, a l'últim se situava l'espadanya de coronament que ha sigut demolida en temps recents.

### Monument central
És un element d'ornamentació urbana situat al bell mig de la plaça, realitzat en honor de la raça espanyola. Consta d'un petit jardí rectangular amb l'escut de la Generalitat fet amb flors i plantes, on hi ha un pedestal de pedra que sosté una columna dòrica (procedent de l'Antic Hospital de la Ciutat) coronada per una estàtua de bronze que respresenta a Pizarro, obra de Pío Mollar Franch.
Aquest conjunt, dissenyat per l'arquitecte municipal Emili Rieta, fou inaugurat el 14 de juliol de 1969.